# Stadio Berceni
Lo Stadio Berceni (in romeno Stadionul Berceni) è uno stadio di Berceni, in Romania. Ha una capienza di 2 700 posti a sedere. 
È stato lo stadio di casa del Berceni fino al 2016.
Ha ospitato tre partite della fase a gironi del campionato europeo di calcio Under-19 2011.